# Nazionale maschile under 18 di calcio della Russia
La nazionale di calcio russa Under-18 è la rappresentativa calcistica Under-18 della Russia ed è posta sotto l'egida della RFS. Nella gerarchia delle Nazionali calcistiche giovanili russe è posta prima della nazionale Under-19 e dopo la nazionale Under-17.